# Говард, Джон (филантроп)
Джон Говард (англ. John Howard; 2 сентября 1726, Лондон — 20 января 1790, Херсон) — английский врач, юрист, филантроп и первый в Англии тюремный реформатор, исследователь массовых инфекционных заболеваний в Европе.

## Биография
Джон Говард создал социологический метод в правоведении. Этим он заложил основы дифференцированного законотворчества и судопроизводства, при осуществлении которого начали учитывать социальные причины преступлений.
Унаследовав значительные богатства, он нацелил свои усилия на филантропию. С этой целью посещал Францию, Голландию, Италию, Пруссию, Богемию, Австрию и другие европейские страны. На собственные средства он строит больницы и дома престарелых.
Рискуя, он проник в Бастилию, чтобы воочию увидеть, как содержат заключённых. Публикация его памфлетов о жестоком обращении с заключёнными привела к тому, что французское правительство заочно приговорило Джона Говарда к смертной казни. А выступления в английском парламенте стали толчком к тюремной реформе сначала в Англии, а затем и во многих европейских государствах. Говард особенно заботился о санитарно-гигиенических условиях содержания заключённых.
К 1784 году, по подсчетам Говарда, он преодолел более 42 000 миль (68 000 км), посещая тюрьмы. Он был удостоен почетной степени доктора философии Дублинского университета и стал обладателем статуса Свободного жителя Лондонского Сити. Его  последнее путешествие по английским тюрьмам началось в марте 1787 года, а два года спустя он опубликовал книгу «Состояние тюрем в Англии и обзор главных лазаретов Европы» (The State of the Prisons in England, and An Account of the Principal Lazarettos of Europe).

## В России
В 1781 году Говард прибыл в Россию, которая его заинтересовала как страна, которая отказалась от публичной смертной казни. Он посещает Петербург, Москву, Херсон. Здесь он исследует госпитали, больницы, тюрьмы. В частности, обращает внимание на то, что условия содержания в лечебных учреждениях России крайне неудовлетворительны.
В 1789 году Говард посетил Российскую империю во второй раз. Цель его визита — изучить «способы содержания солдат и их влияние на смертность», поскольку в Европе много говорили о жестоком обращении с солдатами в Российской империи. Побывав в военной больнице близ Очакова, Говард, в частности, пишет: «кажется, и каменное сердце должно облиться кровью от такого зрелища».
В 1819 году лондонский филантроп Вальтер Веннинг, представивший обширную записку о лучшем содержании тюрем, в духе идей Джона Говарда инициировал создание Попечительного о тюрьмах общества.

## Смерть

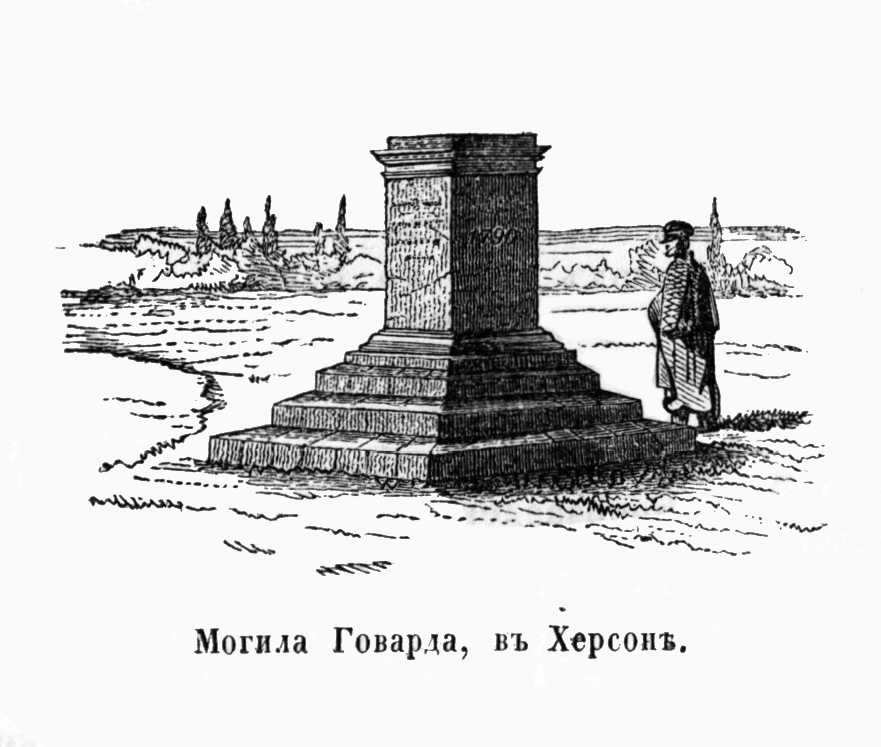
Могила Д. Говарда в Херсоне (1852 г.).

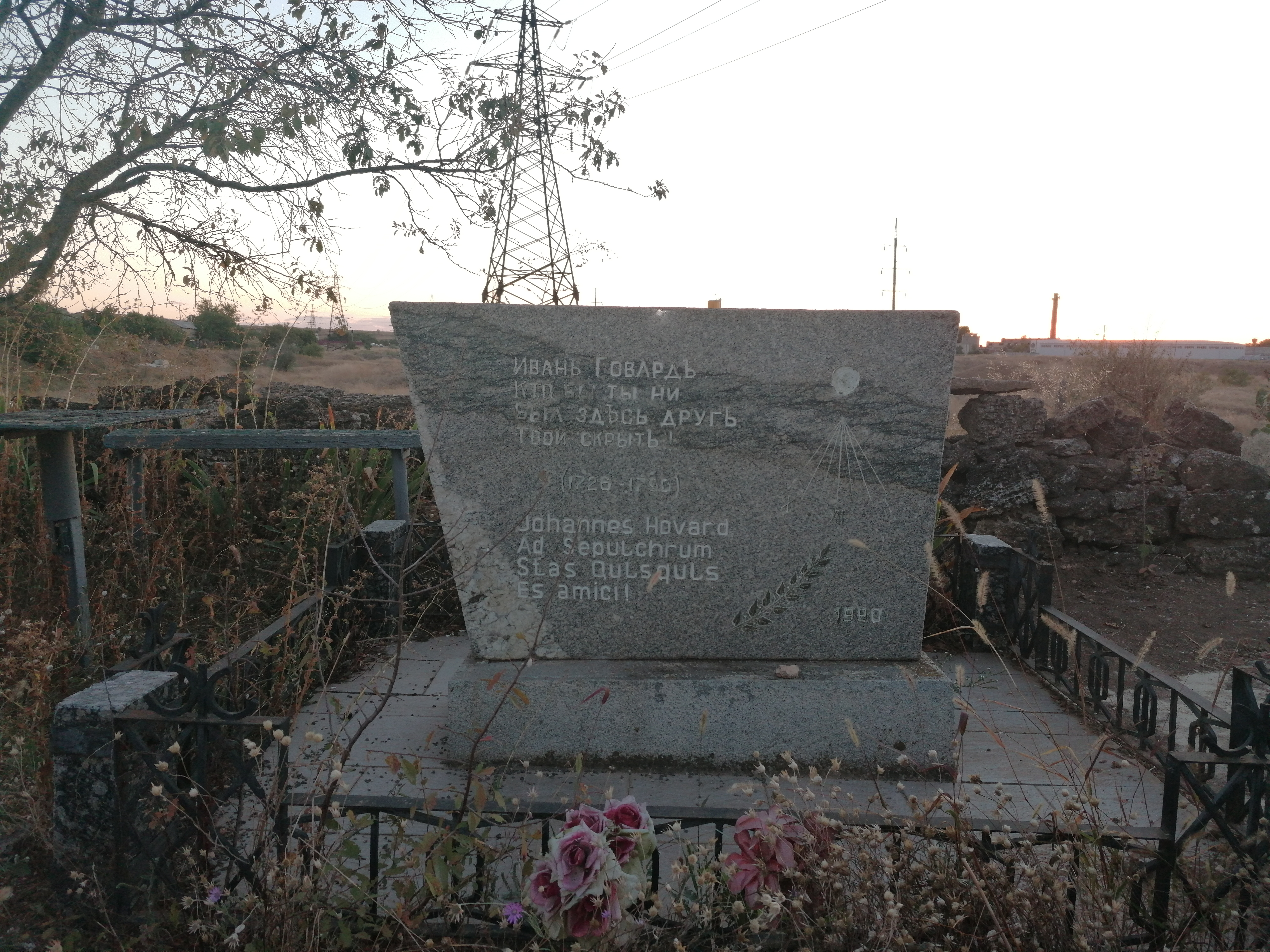
Надгробие Джона Говарда

В начале осени Джон Говард отправляется в Херсон, где вспыхнула эпидемия чумы. Он посещает больницы, тюремный замок, на собственные средства лечит больных. Помещик Фёдор Комстадиус просит Говарда вылечить его двоюродную сестру. Говард сперва отказался, поскольку лечил только бедных, но затем согласился и выехал в поселок Фалеевка (ныне Садовое). Вернувшись из поездки, Говард заболел чумой и умер. Похоронен, согласно завещанию, на хуторе своего приятеля Дофине вблизи Херсона.

## Память

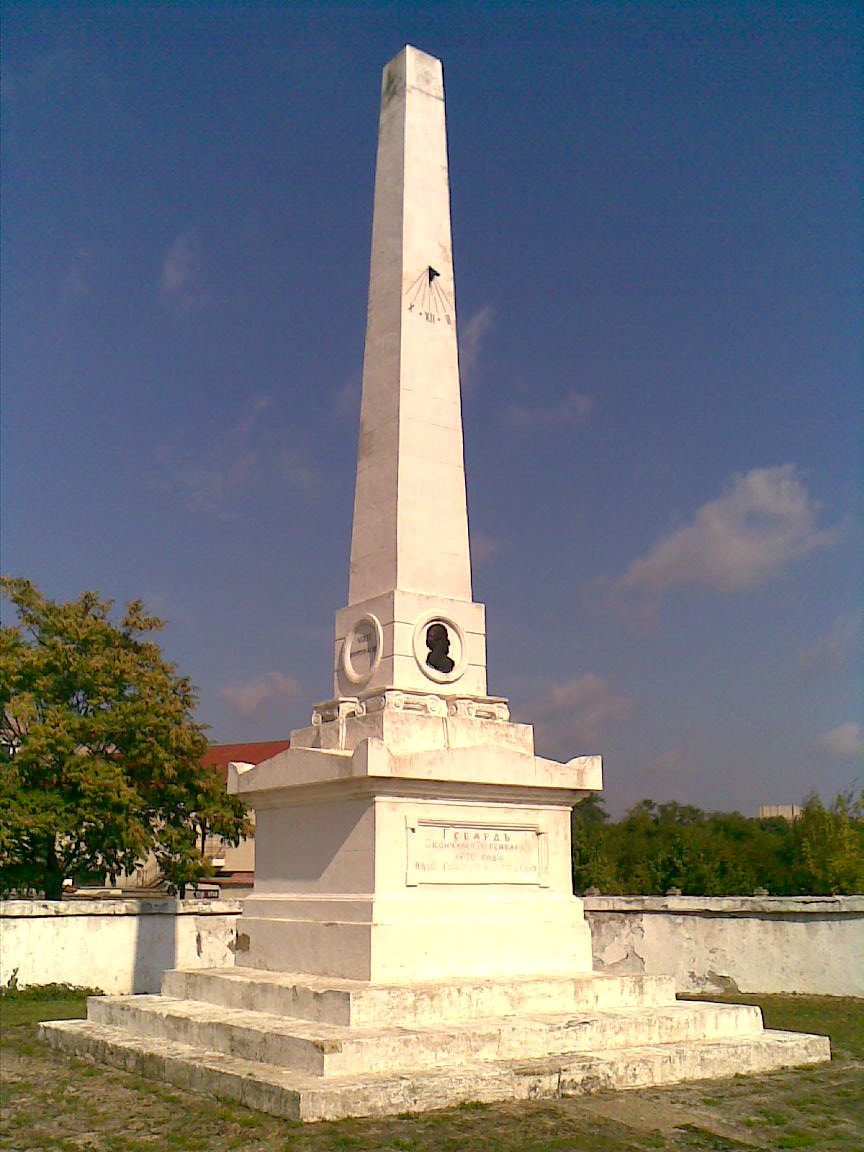
Мемориал в Херсоне.

Впоследствии, по инициативе Александра I и при поддержке генерал-губернатора Михаила Воронцова, организовавшего сбор средств среди жителей Одессы и Херсона, в Херсоне был построен гранитный обелиск врачу. На нём изображен барельеф Говарда, детали солнечных часов и надписи на русском и латинском языках: «Говард. Упокоился 20-го января на 65 году от рождения. Alios salvos fecit (Делал других здоровыми). Vixit propter alios (Жил для других)».